# Heliodoro Charis

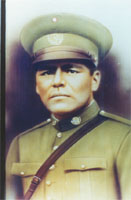
General Charis

Heliodoro Charis Castro (Juchitán de Zaragoza, 3 juli 1896- aldaar, 1964) was een Mexicaans militair.
Hij werd geboren in een arm Zapoteeks gezin en was lange tijd analfabeet en zou zijn hele leven moeite hebben met het Spaans. Op 15-jarige leeftijd sloot hij zich aan bij de revolutionairen van Francisco I. Madero en Benito Juárez Maza in zijn thuisstaat Oaxaca. Na de decena trágica sloot hij zich aan bij José F. Gómez in de strijd tegen dictator Victoriano Huerta en voor de rechten van de Zapoteekse bevolking van Juchitán. Hij sloot zich in 1920 aan bij het Plan van Agua Prieta en werd tot brigadegeneraal benoemd. Van 1922 tot 1924 had hij zitting in de Kamer van Afgevaardigden.
Na deze korte carrière als politicus vervolgde hij zijn militaire loopbaan. Hij vocht aan de zijde van de regeringstroepen bij de De la Huertaopstand. Hij raakte zwaargewond in de Inname van Ocotlán, een slag die hij overigens wel wist te winnen.
Eind jaren '20 vocht hij in de campagne tegen de Yaqui, in een veldtocht waar zijn manschappen geen enkele dode telden. Ook streed hij tegen de cristero's, de katholieke rebellen die de wapenen hadden opgenomen tegen de Mexicaanse regering. In 1928 wist hij de cristero's succesvol uit de stad Manzanillo te verdrijven, maar de strijd tussen de cristero's en de regeringstroepen zorgde voor veel slachtoffers onder de burgerbevolking.
In de jaren 30 had Charis zitting in de Kamer van Senatoren en was hij enige tijd burgemeester van zijn geboorteplaats. Hij overleed in 1964.
- International Standard Name Identifier: 0000 0000 3543 3042
- Library of Congress Control Number: n93108093
- Système universitaire de documentation: 144370786
- Virtual International Authority File: 31215425
- WorldCat: E39PBJkp8Qq66XGBgqpyCVD6rq